# Danh sách tác phẩm của Ivan Turgenev

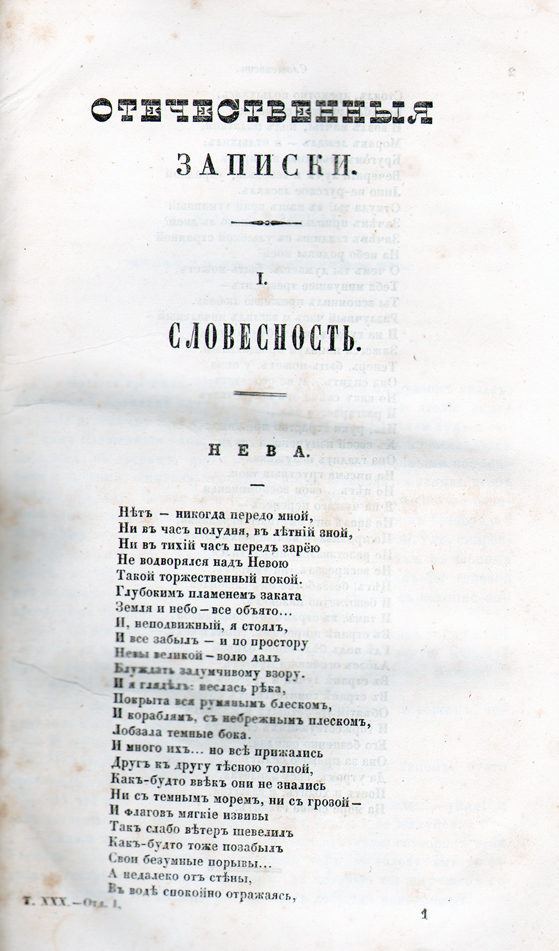
Bài thơ trên sông Neva (Ivan Turgenev)

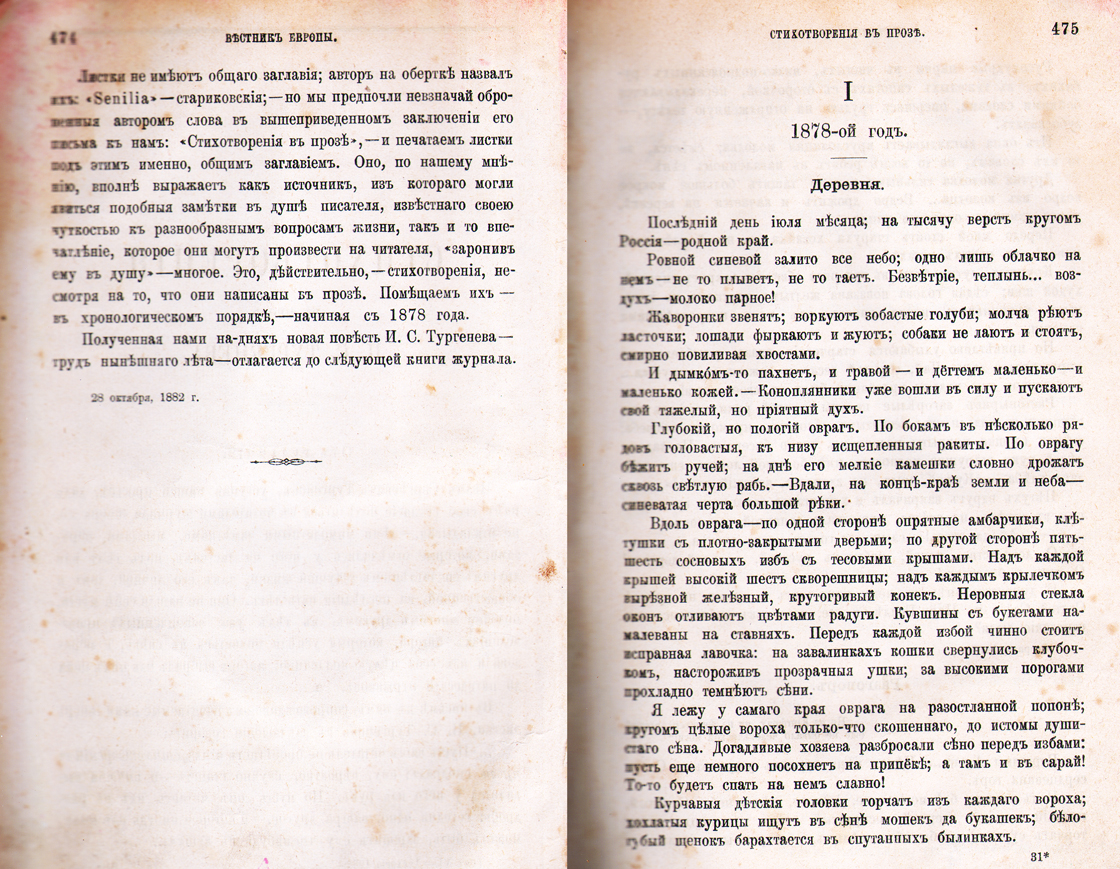
Một trang trong tác phẩm Thơ văn xuôi của Ivan Turgenev

Ivan Sergeyevich Turgenev (tiếng Nga: Иван Сергеевич Тургенев) (9 tháng 11 năm 1818 - 3 tháng 9 năm 1883) là một nhà văn và nhà soạn kịch nổi tiếng của Nga thế kỉ 19.Dưới đây là danh sách các tác phẩm của Ivan Turgenev:

## Tiểu thuyết
- 1857 - Rudin
- 1859 - Tổ quý tộc
- 1860 - Đêm trước
- 1862 - Cha và con
- 1867 - Khói
- 1877 - Đất hoang
- 1882 - Thơ văn xuôi

## Truyện ngắn
- 1850 - Dnevnik Lishnego Cheloveka
- 1851 - Provintsialka
- 1852 - Bút ký người đi săn
- 1855 - Yakov Pasynkov
- 1855 - Faust
- 1858 - Asya
- 1860 - Mối tình đầu
- 1870 - Cánh đồng hoang của vua Lear
- 1872 - Những dòng nước mùa xuân
- 1881 - Pesn' Torzhestvuyushey Lyubvi
- 1883 - Klara Milich
- 1884 - Người ăn xin

## Kịch
- 1843 - Neostorozhnost
- 1847 - Gde Tonko Tam i Rvetsya
- 1849 - Zavtrak u Predvoditelia
- 1850 - Cuộc trò chuyện trên phố Bolshoy
- 1846 - Bezdenezh'e
- 1857 - Nakhlebnik
- 1872 - Mesiats v Derevne
- 1882 - Buổi tối ở Sorrento

## Hình ảnh

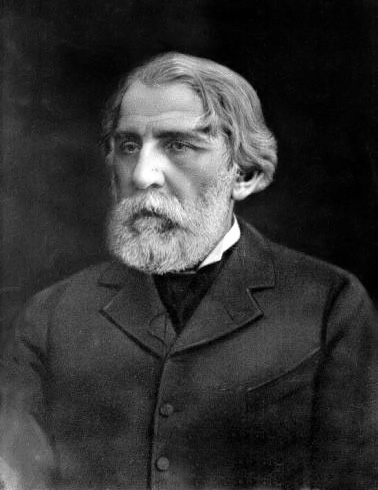
hình ảnh Ivan Turgenev (tranh vẽ năm 1914)
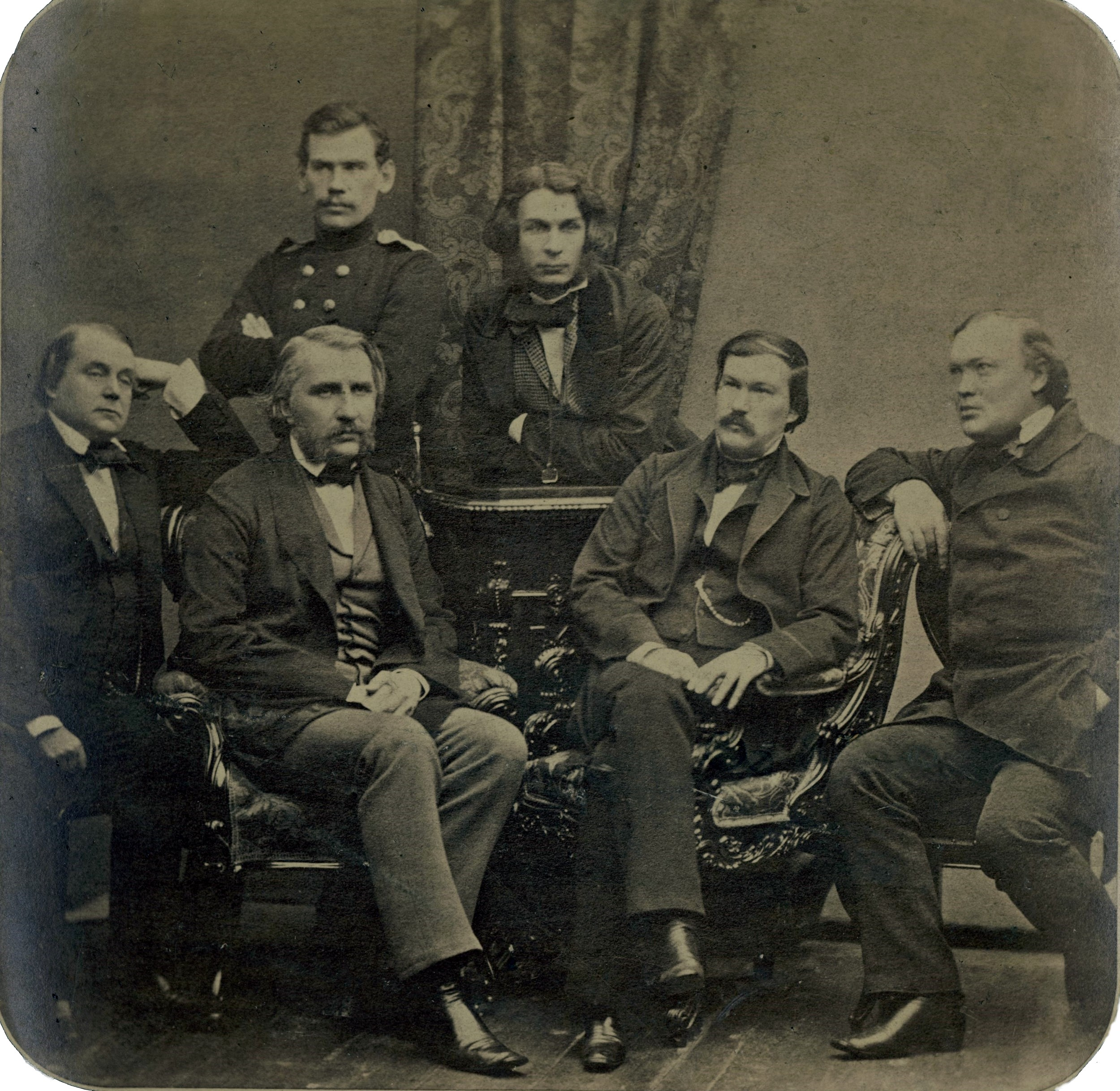
Ivan Turgenev và các nhà văn Nga khác (1856)
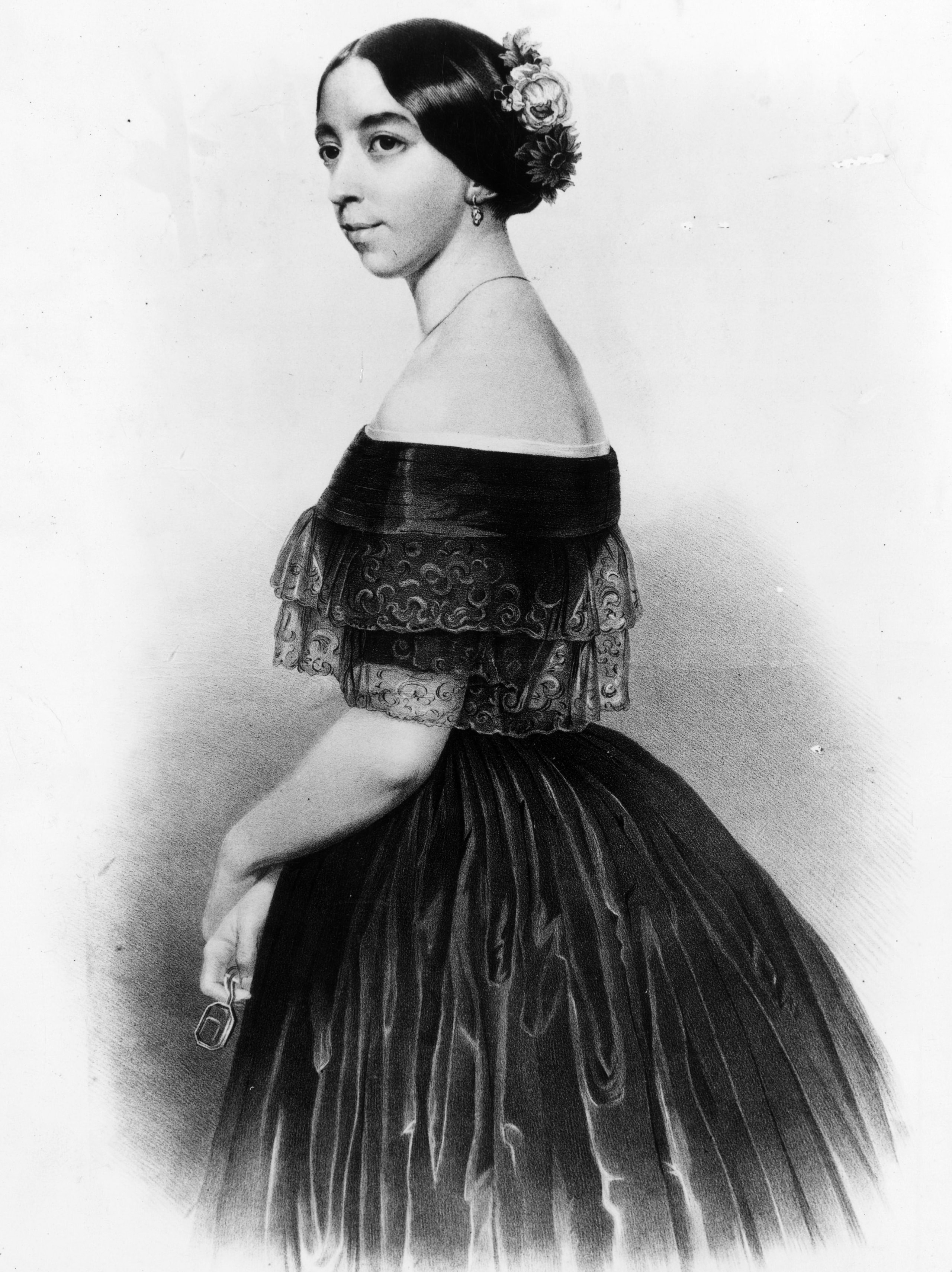
Pauline Viardot-Garcia

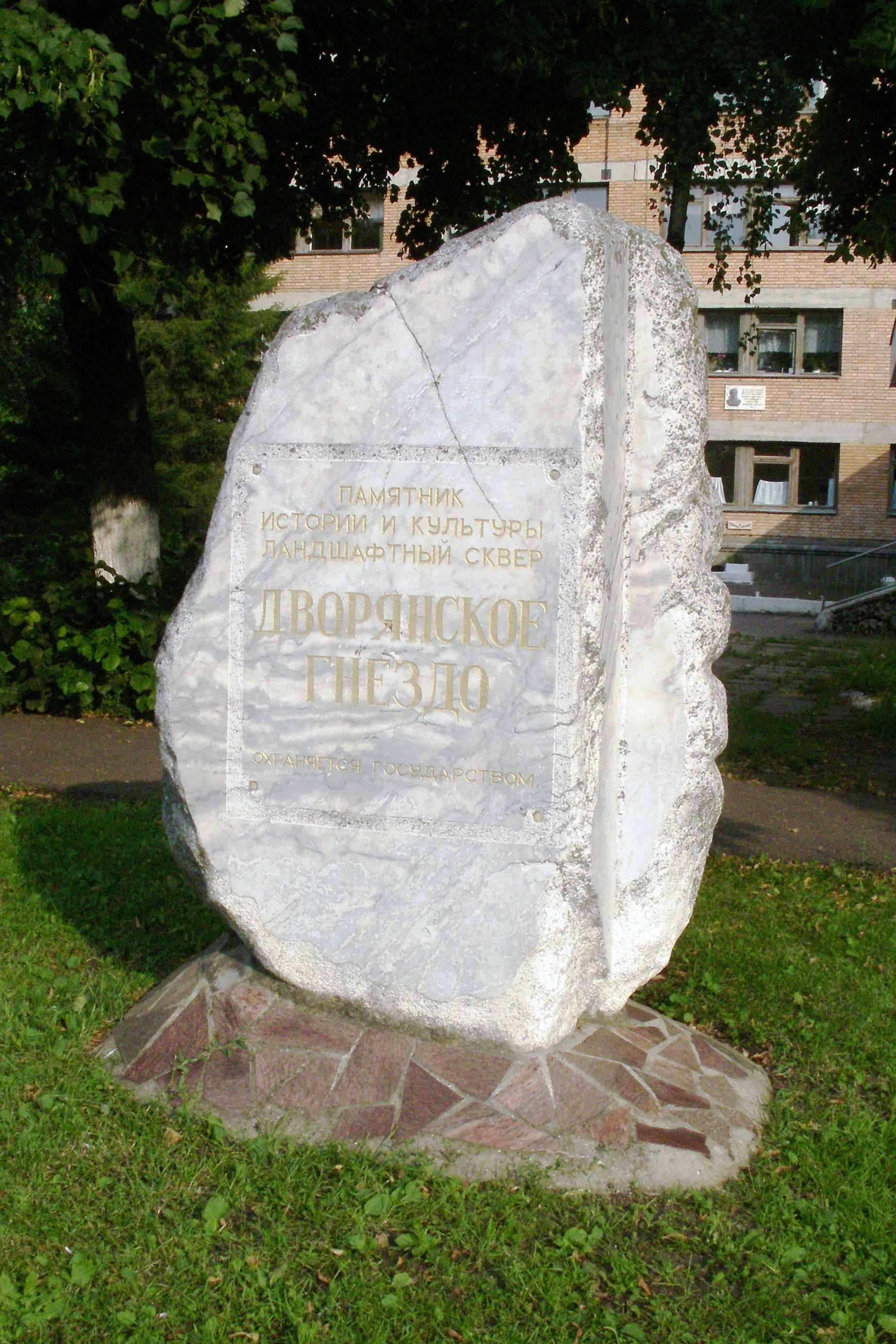
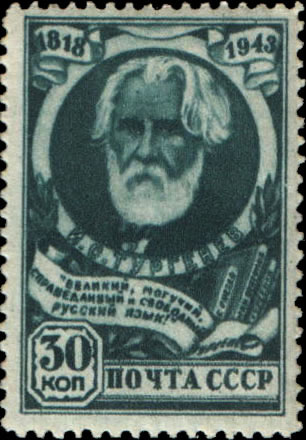
Tem kỷ niệm (Liên Xô, 1943)
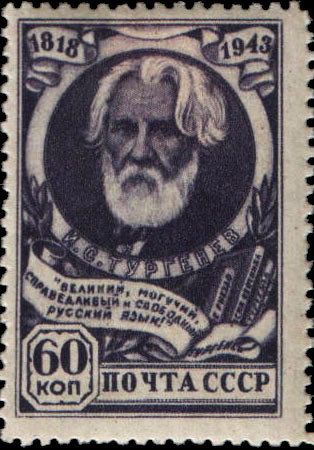
Tem kỷ niệm (Liên Xô, 1943)